# Lycochoriolaus costulatus
Lycochoriolaus costulatus là một loài bọ cánh cứng trong họ Cerambycidae.